# Onzonilla (kommunhuvudort)
Onzonilla är en kommunhuvudort i Spanien.   Den ligger i provinsen Provincia de León och regionen Kastilien och Leon, i den norra delen av landet, 280 km nordväst om huvudstaden Madrid. Onzonilla ligger 808 meter över havet och antalet invånare är 1 566.
Terrängen runt Onzonilla är platt. Runt Onzonilla är det glesbefolkat, med 15 invånare per kvadratkilometer. Närmaste större samhälle är León, 8,5 km norr om Onzonilla. Trakten runt Onzonilla består till största delen av jordbruksmark.